# Moskiewski Akademicki Teatr Muzyczny imienia Stanisławskiego i Niemirowicza-Danczenki

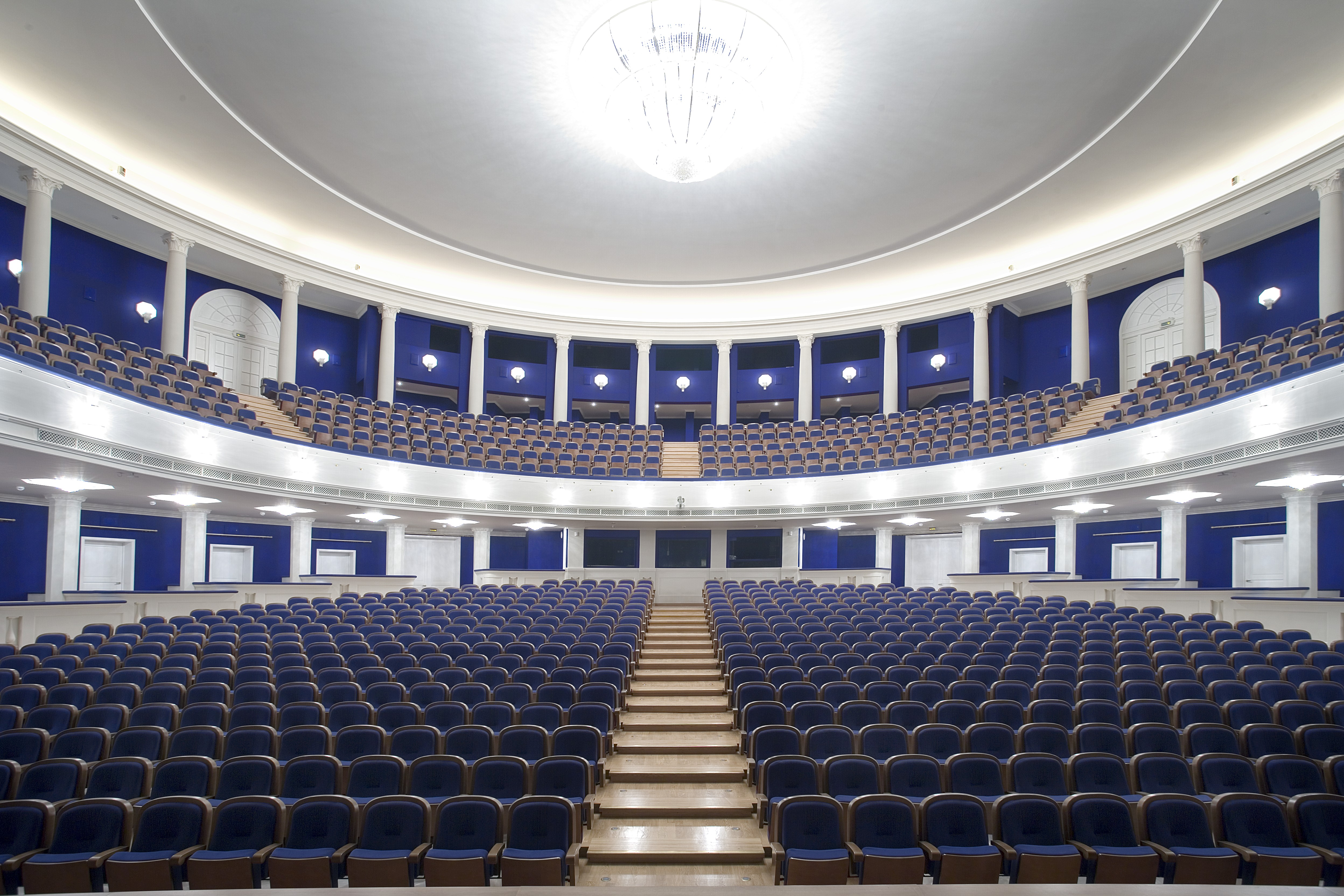
Widok na salę teatralną w Moskwie

Moskiewski Akademicki Teatr Muzyczny imienia Stanisławskiego i Niemirowicza-Danczenki (ros. Московский академический музыкальный театр имени Константина Сергеевича Станиславского и Владимира Ивановича Немировича-Данченко) – teatr muzyczny utworzony w Moskwie w roku 1941.
Teatr znajduje się przy ul.Bolszaja Dmitrowka 17.
Teatr powstał z połączenia dwóch zespołów operowych, kierowanych przez Konstantego Stanisławskiego i Władimira Niemirowicza-Danczenkę. Zespół Stanisławskiego powstał w roku 1918 jako studium operowe Teatru Bolszoj. Zespół Niemirowicza-Danczenki powstał w roku 1919 jako studium muzyczne Moskiewskiego Akademickiego Teatru Artystycznego (MChAT). W skład zespołu MchAT weszła w roku 1939 grupa baletowa, założona w roku 1929 przez Wiktorinę Kriger.
Po śmierci Stanisławskiego 7 sierpnia 1938 Niemirowicz-Danczenko połączył obydwa zespoły, tworząc teatr pod obecną nazwą.
Teatr nawiązał współpracę z berlińskim teatrem „Komische Oper” i jego reżyserami Walterem Felsensteinem, Harry Kupferem oraz baletmistrzem Tomem Schillingiem. W roku 1969 Felsenstein inscenizował operę "Carmen" Bizeta.
Teatr stał się laboratorium twórczości scenicznej. W nim odbywały się prapremiery utworów Tichona Chrennikowa, Dmitrija Kabalewskiego i Siergieja Słonimskiego.
Teatr mieści się w zabytkowym budynku rezydencji miejskiej hrabiów Sałtykowych, wzniesionym w XVIII wieku.
Budynek teatru padł pastwą pożarów w dniu 18 czerwca 2003 i 27 maja 2005.

## Główni dyrygenci
- 1962 do 1969 - Kemał Abdułłajew[1]